# Peterer Riegel
Der Peterer Riegel ist ein 1967 m ü. A. hoher Berg der Pack- und Stubalpe an der Grenze der Bundesländer Kärnten und Steiermark in Österreich.

## Lage
Der Peterer Riegel ist ein zentraler Berg im westlichen Teil der Pack- und Stubalpe. Der Kamm beginnt im Nordwesten beim Planriegel und steigt dann zu den höchsten Erhebungen Größenberg, Ameringkogel, Hofalmkogel und Speikkogel an. Von diesem ist der Peterer Riegel durch den Peterer Sattel getrennt. Nach Südosten werden die meist namenlosen Berge langsam niederer und der Kamm endet mit der Pack.
Der Gipfel liegt auf der Grenze zwischen den Gemeinden Reichenfels und Hirschegg-Pack.

## Anstieg
Auf den Peterer Riegel führen viele Anstiege. Die markierten Hauptwege führen im Osten, Süden und Nordwesten etwa hundert Höhenmeter tiefer am Gipfel vorbei, der Aufstieg ist jedoch von allen Seiten einfach.

### Anstieg vom Hirschegger Sattel
Der kürzeste Anstieg erfolgt vom Salzstiegelhaus am Hirschegger Sattel. Diesen erreicht man von Graz über die Süd Autobahn, die man bei der Abfahrt Modriach verlässt und dann über den Packer Stausee nach Hirschegg und weiter zum Hirschegger Sattel fährt. Von Norden erreicht man das Salzstiegelhaus von Zeltweg über Weißkirchen und Großfreistritz. Hier fährt man nach Süden von der Bundesstraße ab und erreicht über Kleinfeistritz den Sattel.
Vom Parkplatz wandert man nach Südwesten Richtung Speikkogel bzw. Ameringkogel und biegt bei den Windrädern links ab zum Peterer Sattel. Von hier führt der Weg nach Süden Richtung Bernsteinhütte. Man geht am Kamm direkt auf den Gipfel. Der Gesamtweg mit Rückweg ist knapp 10 Kilometer lang mit 455 Höhenmetern und einer Gehzeit von rund 3 Stunden.

### Anstieg von Reichenfels
Dieser Anstieg ist Teil des Kärntner Grenzwanderweges und wird auch mit der Nummer 539 bezeichnet. Der Ausgangspunkt der Wanderung ist die Infotafel im Ortskern von Reichenfels. Von hier geht man nach Osten, überquert den Schirnitzbach und die Bundesstraße. Nach etwa 300 Meter biegt man rechts Richtung Peterer Alm ab. Nach einigen Bauernhöfen endet die Straße und man folgt einem Forstweg zur Peterer Hütte. Sobald man über die Waldgrenze auf die Peterer Alm kommt, sieht man den Gipfel vor sich und geht ohne Markierung darauf zu.
Der Anstieg bis zur Peterer Hütte ist 9,2 Kilometer lang, bis zum Gipfel sind es weitere 2 Kilometer bei insgesamt 1200 Höhenmetern.

### Anstieg von der Knödelhütte
Ausgangspunkt dieses Anstieges ist die Knödelhütte, die vom Packsattel über eine mautpflichtige Straße erreicht wird. Dieser Anstieg ist Teil des Kärntner Grenzwanderweges und des Nord-Süd-Weitwanderwegs.
Von der Knödelhütte geht man meist auf dem Kamm Richtung Westen bis Nordwesten über die Hirschegger Alm bis zum Peterer Riegel.

### Gipfel und Abstieg
Vom Gipfel hat man einen schönen Rundblick über Teile von Kärnten und der Steiermark. Bei guter Sicht sieht man den Dachstein und den Ankogel.
Als Abstieg sind alle Aufstiegsvarianten möglich. Zu beachten ist, dass bei der weitesten Variante von Reichenfels zur Knödelhütte 21,2 Kilometer bei mehr als 1000 Höhenmetern bewältigt werden müssen.

## Hütten
Einige der nächstgelegenen Hütten sind:
- Peterer Hütte: Hütte der Agrargemeinschaft St. Petereralpe mit Übernachtungsmöglichkeit. Die Hütte liegt etwa 2 Kilometer südwestlich des Gipfels und ist mit dem Auto erreichbar.[6][4]
- Salzstiegelhaus: Privathaus im Nordosten am Hirschegger Sattel mit Übernachtungsmöglichkeit im Sommer und im Winter.[7]
- Weißensteinhütte: Private Hütte 4 Kilometer nordwestlich des Gipfels.[4]
- Görlitzer Hütte: Auf der Kärntner Seite der Hirschegger Alm gelegene Hütte, die 4,5 Kilometer südöstlich des Gipfels liegt.[8][4]
- Bernsteinhütte: Nur zu Fuß erreichbare Hütte, die 7 Kilometer Luftlinie südöstlich des Gipfels auf dem markierten Weg Richtung Pack liegt.[9][4]
- Unterauerlinger Hütte: Etwa 8 Kilometer südöstlich des Gipfels liegt die mit dem Auto erreichbare Hütte südlich des Weges auf die Pack.[10]